# Ostrožno Brdo
Ostrožno Brdo – wieś w Słowenii, w gminie Ilirska Bistrica. W 2018 roku liczyła 86 mieszkańców.